# Industrii creative
Industriile creative sunt acele activități economice care se ocupă de generarea sau exploatarea cunoștințelor și informației. Alternativ, sunt denumite industrii culturale sau domenii ale economiei creative.
Conform lui Howkins, industriile creative sunt: publicitatea, arhitectura, arta, meșteșugurile, design-ul, moda, filmul, muzica, artele scenei, editarea (publishing), cercetarea și dezvoltarea, software-ul, jocurile și jucăriile, TV & radio, jocurile video.
Bineînțeles, există variate accepțiuni a listei domeniilor, însă o caracteristică generală a lor ar fi crearea de valoare economică (profit) prin proprietate intelectuală.